# Wim de Vries (piloot)
Wim de Vries (Vlissingen, 28 februari 1923 - Eindhoven, 10 november 1985) was een Nederlandse vliegenier. Hij begon zijn carrière bij de Marine Luchtvaartdienst.

## Oorlogsjaren
De Vries begon op 1 januari 1941 met zijn vliegopleiding in Kalitlati, Java en vloog daar 32 uur op de Ryan PT-13, 45 uur op de Koolhoven F.K. 51 en 5 uur op de Curtiss Falcon. Daarna kreeg hij een vervolgopleiding op de Royal Netherlands Military Flying School in Jackson in Mississippi, onder meer met R.L van Beers, M.J.Janssen, F.W.Verdier en Kees Kooy. Daar vloog hij 120 uur op de Vultee BT-13 Valiant en 130 uur op de AT-6A Harvard. Hij werd Milicien-Sergeant-Vlieger-Waarnemer en ontving zijn Groot Militair Brevet op 23 januari 1943.
Per schip werd hij naar Engeland gestuurd waar hij op 29 maart 1943 aankwam bij het Air Crew Receiving Centre in Abbey Lodge, Londen. Daar vond men hem "another fine type of Dutchman, has 250 hours of flying experience". Een maand later werd hij overgeplaatst naar No. 5 AFU in Fernhill. Op 15 Juni 1943 werd hij weer overgeplaatst, van 27 juni tot 7 september 1943 was hij bij No. 53 OTU (Operations Training Unit) in Kirton, Lindsey. Zijn opleiding was toen voltooid, zodat hij op 27 september bij het 322 Dutch Squadron RAF in Woodvale kwam. Tot 9 mei 1945 vloog hij 163 offensieve missies met 147,5 operationele uren. Hij vloog in Spitfire's MK V, MK IX, MK XIV en MK XVI.
Na de oorlog kreeg hij alsnog het Distinguished Flying Medal met als reden: This airman commenced operational flying duties
in January 1944 since which he has participated in numerous sorties during the course of which he has inflicted much
damage on the enemy. As Section Leader he has pressed home his attacks with great determination and skill and has proved
himself to be an excellent leader.

## Na de oorlog
De Vries bleef bij de Luchtmacht. In 1946 en 1947 was hij in Nederlands-Indië actief bij het 120 Squadron. Op 11 augustus 1948 verliet hij Nederlands-Indië.
Carrière
- maart 1954: geplaatst op vliegbasis Twenthe bij het 326 Squadron
- juni 1954: geplaatst bij het 313 Squadron
- eind 1954: benoemd en aangesteld tot Majoor-vlieger-waarnemer
- januari 1955: overgeplaatst naar Vliegbasis Volkel bij her 312 Squadron
- juni 1956: waarnemend Hoofd Sectie Operatiën op Volkel
- april 1958: Hoofd Bureau Vliegdienst van de Vliegbasis Leeuwarden
- mei 1959: Chef Vliegdienst van de Vliegbasis Leeuwarden
- 1962: uitgezonden als Luitenant-Kolonel naar Vliegbasis Mokmer in Noordelijk Nederlands-Nieuw-Guinea
- 1964: conversiecursus F104G
- 1966: Geplaatst bij Sector Operatie Centrum (SOC)
- 1968: bij 2-Allied Tactical Air Force (ATAF Staff)
- 1969: bij AFCENT in Brunssum

In 1971 werd hij eervol ontslagen.

## Onderscheidingen
- Vliegerkruis
- Oorlogsherinneringskruis
- Ereteken voor Orde en Vrede, 1946 en 1947
- Nieuw-Guinea Herinneringskruis
- Onderscheidingsteken voor Langdurige Dienst als officier, cijfer XXV
- Distinguished Flying Medal, 5 April 1946
- 1939-1945 Ster
- Air Crew Europe Star met gespen Frankrijk en Duitsland
- Defensiemedaille
- War Medal 1939-1945